# Grupos de Acción Unificadora
Los Grupos de Acción Unificadora (GAU) fueron un movimiento de izquierda uruguayo a inicios de la década de 1970, ya desaparecido. Los GAU fueron fundadores del Frente Amplio (1967-1985).

## Historia
Nació durante la época del pachequismo, dándole continuidad a otros pequeños grupos de izquierda que habían sido ilegalizados. No realizaron operaciones armadas como los guerrilleros tupamaros, pero sí formaban parte de la llamada "tendencia combativa" a nivel de gremios.
En 1971 participaron en la fundación del Frente Amplio. Entre sus integrantes se destacan Enrique Rubio, Martín Ponce de León, Juan Manuel Rodríguez, Héctor Rodríguez, Carlos Fasano. No tuvieron expresión electoral propia. Sin embargo, en 1972 quedan claramente alineados con los sectores Unión Popular, Lista 99, Movimiento 26 de Marzo, en lo que se denominó "la Corriente".
La explosión de una bomba en la Facultad de Ingeniería y Agrimensura el 27 de octubre de 1973, además de ocasionar la muerte nunca aclarada del estudiante Marcos Caridad Jordán, motivó que la dictadura encarcelara a gran parte de las autoridades universitarias, militantes estudiantiles y políticos, incluyendo gran parte de la dirigencia de los GAU. A consecuencia del hecho fueron detenidas unas 50 personas en total, de las cuales 25 fueron procesadas. La justicia militar nunca hizo lugar al cuestionamiento de su culpabilidad, condenándolos a penas de hasta nueve años de cárcel.
Hacia 1977, en plena dictadura cívico-militar, fueron reprimidos y combatidos por los FUSNA, en operativos dirigidos también contra otros grupos de extrema izquierda y algunos elementos de los Montoneros argentinos presentes en Uruguay.
Hacia 1984 se integran a la Izquierda Democrática Independiente, que nucleó grupos minoritarios de la por entonces dispersa extrema izquierda uruguaya. Retornada la democracia, la acción de los GAU se fue desdibujando; en 1989 participan de la fundación de la Vertiente Artiguista.

## Uruguayos Detenidos desaparecidos de los GAU
Lista de integrantes detenidos desaparecidos de los GAU, por orden cronológico de sus secuestros:
1. Hugo Méndez
2. José Enrique Michelena
3. Graciela de Gouveia
4. Fernando Martínez Santoro
5. Alberto Corchs
6. Elena Lerena
7. Edmundo Dossetti
8. Ileana García
9. Tito Bosco
10. Julio D'Elía
11. Yolanda Casco
12. Raúl Borelli
13. Gustavo Goycoechea
14. Graciela Laura Basualdo
15. María Antonia Castro
16. Mario Martínez
17. Raúl Gámbaro
18. Gustavo Arce